# Jan Axel Nordlander
Jan Axel Nordlander, född 1944, är en svensk diplomat som bland annat varit generalkonsul i Jerusalem, minister i New Delhi, ambassadör i Damaskus och Bangkok samt mellan 2006 och 2010 Sveriges ambassadör för mänskliga rättigheter och alternerande chef för den svenska delegationen till FN:s råd för mänskliga rättigheter i Genève. Han var 2011–2016  introduktör av främmande sändebud hos Sveriges Konung
Nordlander var under Sveriges ordförandeskap i EU 2009 chefsförhandlare i EU:s dialoger om mänskliga rättigheter med icke medlemsstater. Han var chef för Svenska institutets kulturavdelning 1986–1988 samt chef för Utrikesdepartementets enhet för Mellanöstern och Nordafrika 1997–1999.
Nordlander är styrelseordförande i Edelstaminstitutet för mänskliga rättigheter och i Stiftelsen Arkivbyggnaden i Smedjebacken. Han är styrelseledamot i The Border Consortium, en humanitär flyktingorganisation i Bangkok och i ETTC, European Technology and Training Center i Erbil, irakiska Kurdistan, samt styrelseledamot i Svenska FN-förbundet och vice ordförande i Konstfrämjandet Dalarna. Nordlander var ledamot och sedan ordförande i styrelsen för Asian Institute of Technology (AIT) i Bangkok, en teknisk högskola, mellan 2000 och 2007. 
Han är brorsons sonsons son till stadsmajoren Eric Nordlander